# Royal-Brunei-Airlines-Flug 238
Royal-Brunei-Airlines-Flug 238 war ein internationaler Linienflug der Royal Brunei Airlines von Bandar Seri Begawan nach Miri, bei dem am 6. September 1997 eine Dornier 228-212 an einem Berg zerschellte. Unter den acht Passagieren und zwei Besatzungsmitgliedern gab es keine Überlebenden.

## Flugverlauf
Die Dornier 228-212 hob um 19:03 Uhr Ortszeit (13:03 Uhr MEZ) in Bandar Seri Begawan ab. Für den finalen Landeanflug erbat die Besatzung die Erlaubnis der Flugsicherung. Der zuständige Fluglotse erteilte der Besatzung die Landeerlaubnis für Landebahn 2, erhielt allerdings keine Antwort der Piloten. Die Dornier 228 zerschellte an einem Hang eines Berges auf einer Höhe von 500 Metern, 14 Kilometer vom Flughafen entfernt. Das Wrack wurde erst am nächsten Morgen entdeckt. Alle zehn Insassen starben bei dem Unfall.

## Opfer
| Nationalität | Passagiere | Crew | Insgesamt |
| ------------ | ---------- | ---- | --------- |
| Malaysia     | 4          | 2    | 6         |
| Japan        | 2          | –    | 2         |
| Singapur     | 1          | –    | 1         |
| Sri Lanka    | 1          | –    | 1         |
| Total:       | 8          | 2    | 10        |